# استقلال المغرب
استقلال المغرب هو استقلال عنِ الحماية الإسبانيّة والحماية الفرنسيّة في سنة 1956. تَحتفِلُ المملكة المغربيّة سنويًا بيوم الاستقلال في 18 نوفمبر.

## ما قبل الاستقلال

### مطالب الشّعب المغربي
في 1 ديسمبر 1934، طالبت الحركة الوطنية المغربية عبر كتلة العمل الوطني سلطات الحماية الفرنسية بعدّة إصلاحات إدارية واقتصادية واجتماعية لصالح الشعب المغربي، من خلال تقديم وثيقة مطالب الشعب المغربي، التي عرفت كذلك باسم برنامج الإصلاحات المغربية. تكلّف عمر بنعبد الجليل ومحمد الحسن الوزاني بتقديم تلك المطالب إلى وزير الخارجية بيير لافال بباريس.
كان رد السّلطات الفرنسيّة هو عدم الاستجابة لمطالب الشعب المغربي، واعتقال ونفي مجموعة من المسؤولين المغاربة.

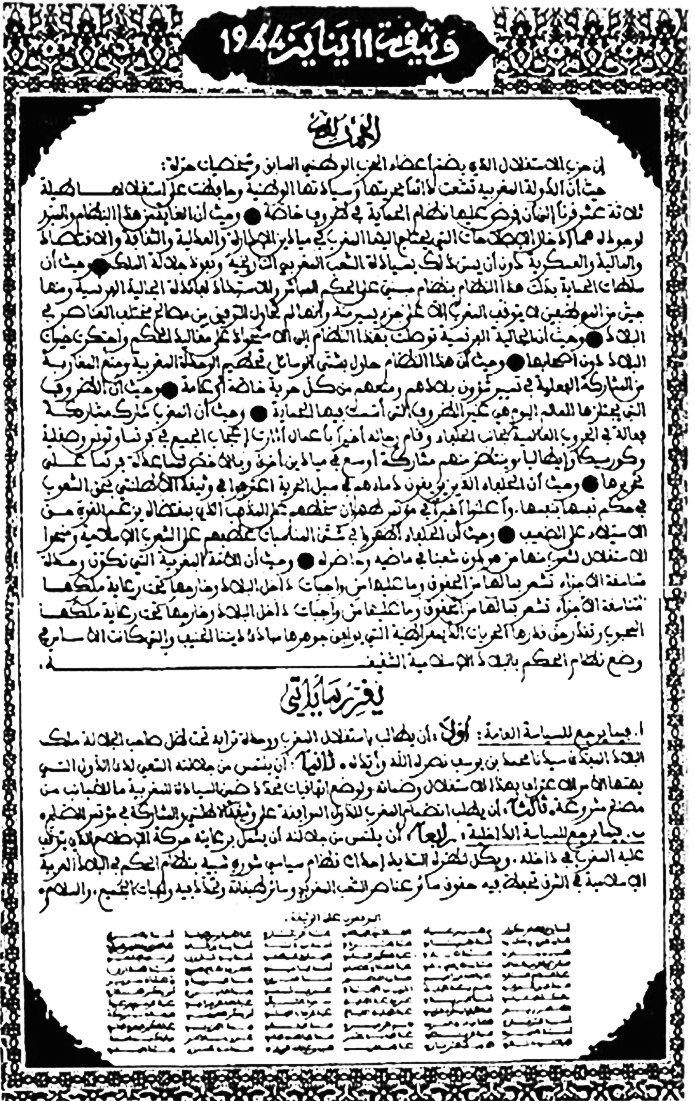
وثيقة الاستقلال 11 يناير 1944

### تقديم وثيقة الاستقلال
في 11 يناير 1944، قام رجال الحركة الوطنية بتنسيق مع الملك محمد الخامس، بخوض معركة نضالية حاسمة. تمثّلت في تقديم وثيقة المطالبة بالاستقلال إلى سلطات الحماية الفرنسية وتسليم نسخ منها إلى المقيم العام غابرييل بيو وإلى القنصلين العامين لبريطانيا العظمى والولايات المتحدة وإلى الجنرال ديغول وسفير الاتحاد السوفيتي بالجزائر الفرنسية.
كانت الوثيقة تتضمّنُ النّص الآتي:
| استقلال المغرب | الحمد لله إن حزب الاستقلال الذي يضم أعضاء الحزب الوطني السابق وشخصيات حرة: حيث إن الدولة المغربية تمتعت دائما بحريتها وسيادتها الوطنية وحافظت على استقلالها طيلة ثلاثة عشر قرنا إلى أن فرض عليها نظام الحماية في ظروف خاصة وحيث أن الغاية من هذا النظام والمبرر لوجوده هما إدخال الإصلاحات التي يحتاج إليها المغرب في ميادين الإدارة والعدلية والثقافة والاقتصاد والمالية والعسكرية دون أن يمس ذلك بسيادة الشعب المغربي التاريخية ونفوذ جلالة الملك وحيث أن سلطات الحماية بدلت هذا النظام بنظام مبني على الحكم المباشر والاستبداد لفائدة الجالية الفرنسية ومنها جيش من الموظفين لا يتوقف المغرب إلا على جزء يسير منه وأنها لم تحاول التوفيق بين مصالح مختلف العناصر في البلاد وحيث أن الجالية الفرنسية توصلت بهذا النظام إلى الاستحواذ على مقاليد الحكم واحتكرت خيرات البلاد دون أصحابها وحيث أن هذا النظام حاول بشتى الوسائل تحطيم الوحدة المغربية ومنع المغاربة من المشاركة الفعلية في تسيير شؤون بلادهم ومنعهم من كل حرية خاصة أو عامة وحيث أن الظروف التي يجتازها العالم اليوم هي غير الظروف التي أسست فيها الحماية وحيث أن المغرب شارك مشاركة فعالة في الحروب العالمية بجانب الحلفاء وقام رجاله أخيرا بأعمال أثارت إعجاب الجميع في فرنسا وتونس وصقلية وكرسيكا وإيطاليا، وينتظر منهم مشاركة أوسع في ميادين أخرى وبالأخص لمساعدة فرنسا على تحريرها وحيث أن الحلفاء الذين يريقون دماءهم في سبيل الحرية اعترفوا في وثيقة الأطلنتي بحق الشعوب في حكم نفسها بنفسها، وأعلنوا أخيرا في مؤتمر طهران سخطهم على المذهب الذي بمقتضاه يزعم القوي حق الاستيلاء على الضعيف وحيث أن الحلفاء أظهروا في شتى المناسبات عطفهم على الشعوب الإسلامية ومنحوا الاستقلال لشعوب منها من هو دون شعبنا في ماضيه وحاضره وحيث أن الأمة المغربية التي تكون وحدة متناسقة الأجزاء تشعر بما لها من الحقوق وما عليها من واجبات داخل البلاد وخارجها تحت رعاية ملكها المحبوب وتقدر حق قدرها الحريات الديمقراطية التي يوافق جوهرها مبادئ ديننا الحنيف والتي كانت الأساس في وضع نظام الحكم بالبلاد الإسلامية الشقيقة. يقرر ما يأتي: أولاً: أن يطالب باستقلال المغرب ووحدة ترابه تحت ظل صاحب الجلالة ملك البلاد المفدى سيدنا محمد بن يوسف نصره الله وأيده. ثانياً: أن يلتمس من جلالته السعي لدى الدول التي يهمها الأمر الاعتراف بهذا الاستقلال وضمانه، ولوضع اتفاقيات تحدد ضمن السيادة المغربية ما للأجانب من مصالح مشروعة. ثالثاً: أن يطلب نظام المغرب للدول الموافقة على وثيقة الأطلنتي والمشاركة في مؤتمر الصلح. رابعاً: أن يلتمس من جلالته أن يشمل برعايته حركة الإصلاح الذي يتوقف عليه المغرب في داخله، ويكل لنظره السديد إحداث نظام سياسي شوري شبيه بنظام الحكم في البلاد العربية الإسلامية في الشرق تحفظ فيه حقوق سائر عناصر الشعب المغربي وسائر طبقاته وتحدد فيه واجبات الجميع، والسلام. | استقلال المغرب |

### خطاب طنجة
في 10 أبريل 1947، زار ملك المغرب الملك محمد الخامس مدينة طنجة السّاحلية وألقى فيها خطابًا تكلّم فيه عن وقوفه لصالح تحرير المغرب من الهيمنة الاستعمارية والتحرر التّام من أي شكل من أشكال السيطرة والتدخل الخارجي.

### انتفاضة الدار البيضاء ضد التدخل الاستعماري
5 ديسمبر 1952، اغتيل الزعيم النقابي التونسي فرحات حشاد الذي استهدفته المخابرات الفرنسية وخصوصا تنظيم اليد الحمراء الإرهابي بسبب نشطاته الديموقراطية والاجتماعية والنقابية ضد أغراض القوى الاستعمارية. أثار اغتياله مظاهرات في مدن شمال إفريقيا والشرق الأوسط بل ومدن أوروبا كذلك، وربما أشدها كانت الانتفاضة في الدار البيضاء التي استغرقت من 7 إلى 8 ديسمبر ومات خلالها 40 شخصا.

### تفجير السوق المركزي بالبيضاء
في صباح عيد الميلاد سنة 1953، وردًّا على عزل السّلطان محمد الخامس يوم عيد الأضحى، نفّذ المناضل المغربي محمد الزرقطوني تفجير السّوق المركزي في الدار البيضاء قصدًا إلى مصالح الفرنسيين وقتل 16 شخصًا.

### ثورة الملك والشّعب

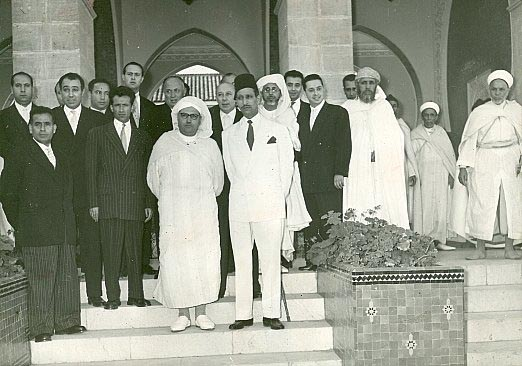
صورة لأول حكومة مغربية بعد الإستقلال

## إعلان الاستقلال
بعد مجهودات الشّعب المغربي على الحمايتين، أعلنت المملكة المغربيّة عن استقلالها في 18 نوفمبر 1956. ويُحتفَلُ بهذا اليوم سنويًا. لكن لم يكتملُ استقلالها بعد، حيثُ أنّ العديد من المناطق مازالت تحت السّيطرة.

## بعد الاستقلال
مباشرة بعد استقلال المغرب أعلن الملك الراحل محمد الخامس بموجب مرسوم ملكي في 3 غشت 1956 تأسيس المجلس الوطني الاستشاري، الذي ضم 76 عضوا منبثقين من الحركة الوطنية المغربية بالإضافة إلى علماء ونخبة المثقفين والنقابيين الذين وقع اختيارهم من قبل الملك الراحل أنذاك، حيث شكل حزب الاستقلال غالبية المجلس برئاسة السياسي المهدي بن بركة.
بعد حصول المغرب على إستقلاله، حاول إعادة هيكلة نظامه الإداري عموما والمحلي خاصة من أجل بسط الأمن على كافة التراب الوطني المغربي، وهكذا سعى المغرب إلى تركيز سلطة إدارية محلية وإقليمية تعتبر ممثلة للسلطة المركزية، على أساس تقطيع ترابي هدفه بسط الأمن وإحكام سيطرة السلطة المركزية أو المخزن على كامل التراب الوطني، وملئ الفراغ الذي نجم على تخلي موظفي سلطات الحماية عن وظائفهم ومحاولة تعويضهم بأطر مغربية لضمان إستمرار النشاطات، وهذا ما جاء به ظهير 16 دجنبر 1955 الذي قسم المغرب إلى 13 ناحية وعمالتين هما الدار البيضاء والرباط، ويشرف على كل ناحية موظف سام يسمى عامل، ومنحت لرجال السلطة الذين يحملون صفة عامل سلطة التنفيذ على مستوى العمالات والأقاليم.

## مراجع

علم المغرب، بعد الاستقلال.